# Cachet (pharmacie galénique)
 (avril 2022).
Pour les articles homonymes, voir cachet.

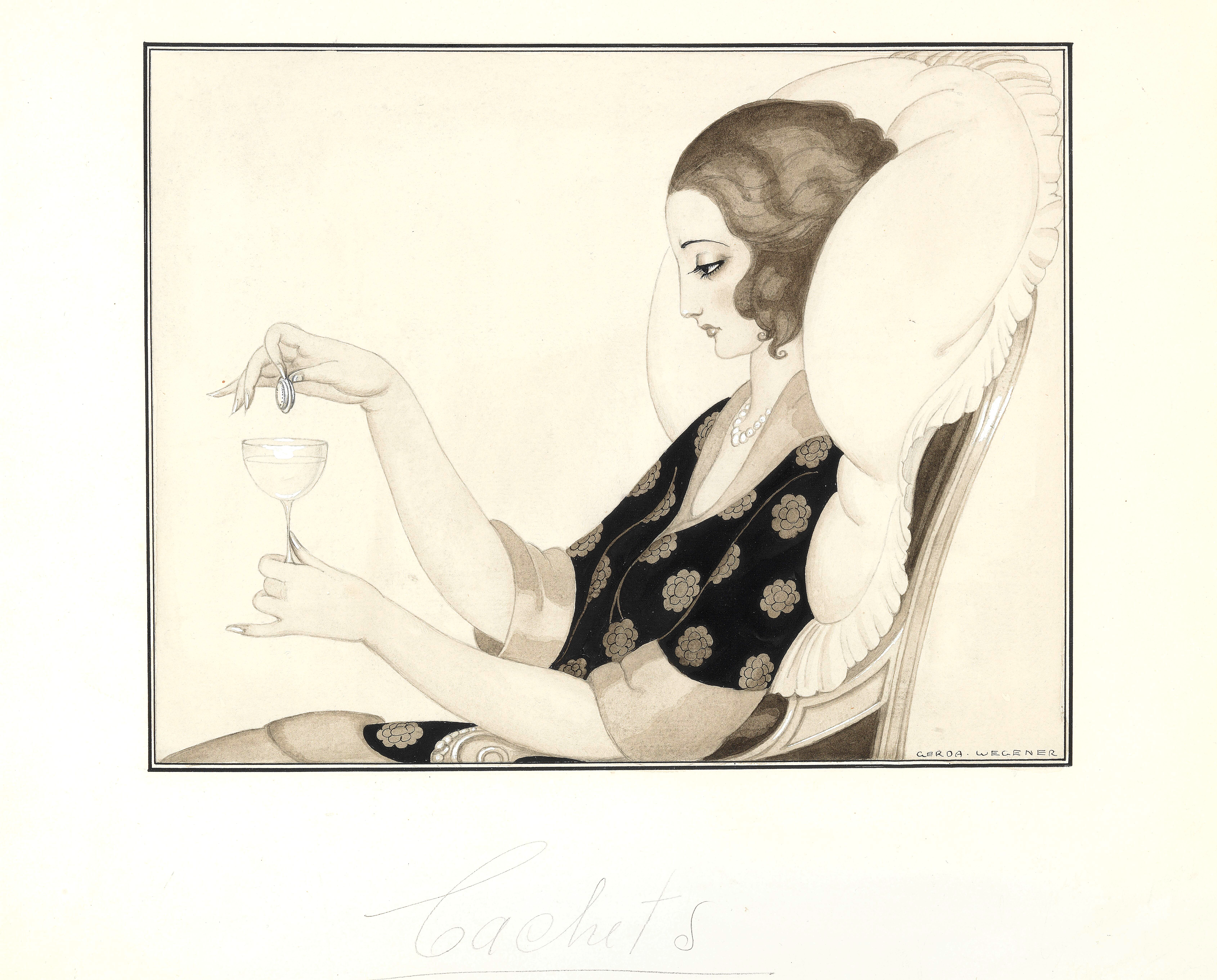
Illustration pour une publicité de cachet, par Gerda Wegener.

Un cachet est une forme médicamenteuse solide, à avaler, constituée d’une enveloppe contenant une dose d’un ou plusieurs principes actifs. 
Le cachet est une forme obsolète, remplacé par d'autres formes de capsules telles les gélules. La mise au point des cachets médicamenteux (1872) est due au pharmacien d'officine français Stanislas Limousin (1831-1887). 
Dans le langage courant (et, par exemple, dans l'expression « cachet d'aspirine »), le mot cachet est souvent utilisé abusivement pour désigner le comprimé, la dragée, autres formes médicamenteuses plus couramment utilisées de nos jours, voire n'importe quel médicament y compris sous forme liquide[réf. nécessaire] (pâtes à sucer, sirops, gouttes, ampoules, etc.).

## Forme et présentation

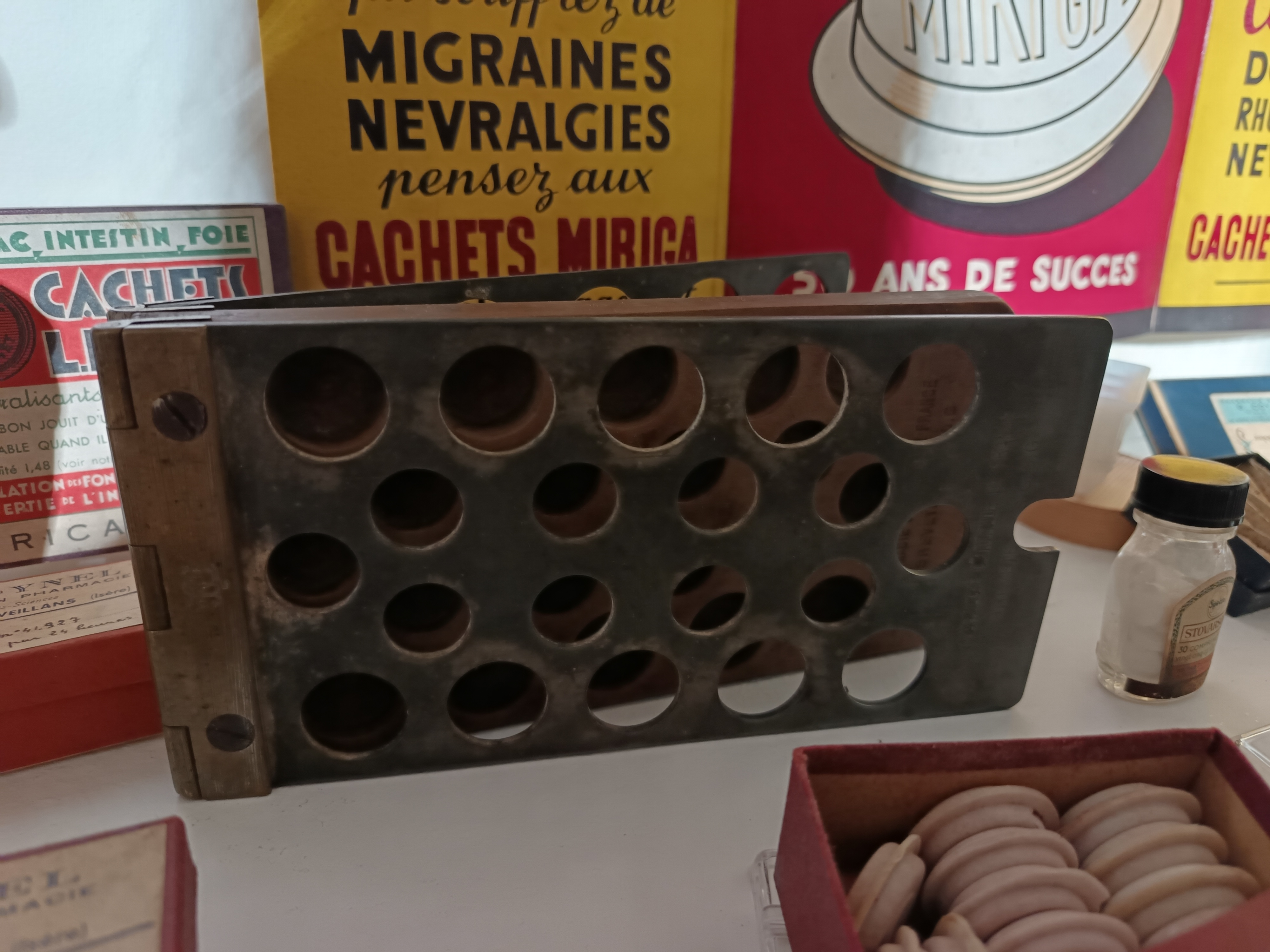
Moule à cachets azymes et exemples de cachets.

L’enveloppe est composée de deux demi-cylindres de forme aplatie, ou cupules, constitués de pain azyme généralement obtenu à partir de farine de riz.
Les capsules de pain azyme peuvent s’emboîter l’une dans l’autre ou se coller l’une à l’autre, déterminant un volume intérieur rempli par les principe(s) actif(s) et les excipients.

## Inconvénients de la forme cachet
Si elle a l'avantage d'être une forme unitaire, donc d'apporter une dose déterminée de médicament lors de la prise, la précision de la dose à administrer laisse souvent à désirer. 
Pour de nombreux patients en raison de sa taille c'est une forme difficile à avaler, notamment dans les cas des cachets par collage dont la bordure plate augmente le diamètre.
Bien que des machines de remplissages automatiques aient été réalisées, celles-ci avaient des cadences de production limitées, inférieures à celles des remplisseuses pour gélules et surtout des presses à comprimer rotatives.
La forme cachet est aujourd'hui pratiquement disparue depuis les années 80. Même pour la préparation en pharmacie d'officine, elle est avantageusement remplacée par la forme gélule dont le remplissage est aisé avec un gélulier semi-automatique.

## Utilisation
Avant administration, le cachet est trempé dans l’eau pendant quelques secondes, puis placé sur la langue et avalé avec une gorgée d’eau.